# Kurrýnský kraj

Mapa Kurrýnského kraje

Kurrýnský kraj, též Kraj porýnských kurfiřtství, vzácně také Falcký kraj (německy Kurrheinischer Reichskreis, latinsky Circulus electorum Rhenii, anglicky Electoral Rhenish Circle) byl jedním z deseti krajů Svaté říše římské. Vznikl až dodatečně při rozšíření počtu krajů z šesti na deset v roce 1512 a zanikl již po míru v Lunéville v roce 1801. Důvodem pro vznik kraje bylo dodatečné rozhodnutí zahrnout do říšských krajů také kurfiřtství. Tento kraj pak zahrnoval ze všech říšských krajů nejvíce kurfiřtů (čtyři), zatímco ostatních říšských stavů v něm bylo málo.

## Členové kraje

### Kurfiřtové
- Mohučské arcibiskupství - zastávalo úřad krajského direktora
- Trevírské arcibiskupství
- Kolínské arcibiskupství
- Kurfalc (do r. 1623 včetně Horní Falce)

### Ostatní teritoria
- Bailiva Německých rytířů v Koblenci
- Panství Arenberg (od r. 1549 hrabství, od r. 1576 okněžněné hrabství, od r. 1645 vévodství, v držbě Arenbergů)
- Purkrabství Rheineck (patřilo svobodným pánům von Warsberg, od r. 1654 hrabatům ze Sinzendorfu, nezastoupeno mezi stavy)
- Hrabství Nieder Isenburg (v držení rodu Wied-Runkel)
- Hrabství Nasavsko-Beilstein
- Panství Reifferscheid (patřilo Salm-Reifferscheidtům, jeho říšská bezprostřednost a tedy i krajské stavovství byla dlouhodobě napadána a zpochybňována Kolínským kurfiřtstvím)
- Proboštství Selz v Alsasku
- Opatství Sankt Maximin v Trevíru (od r. 1669 součást trevírského kurfiřtství)
- Hrabství Neuenahr (součást Kolínského kurfiřtství, od r. 1546 součást spojených vévodství Julich-Kleve-Berg, od r 1614 součást vévodství Falc-Neuburg)
- Říšské město Gelnhausen (trvalá říšská zástava, do r. 1736 z poloviny Hanavskému hrabství a Kurfalci, poté Hanavská část připadla i s vlastním Hanavskem Hesensku, od r. 1746 celé město v hesenské zástavě)

### Personalisté
- Knížata Thurn-Taxis (od r. 1704 na základě složení částky 80 000 tolarů v prospěch císaře)